# حبوس
 الحبوس  یا  حُبُوس  نام قبیلهٔ بزرگی است در شرق امارات متحده عربی، و همچنین در شمال کشور پادشاهی عمان . این قبیله در مناطق کوهستانی رأس‌الخیمه به ویژه رؤوس الجبال شبه جزیره مسندم در سلسلهٔ کوه حجر سکونت دارند. شکل مفرد نام ایشان «حَبسی» است.

## نسب قبیله الحبوس
از نظر ریشهٔ تاریخی قبیلهٔ «الحبوس»، این قبیله فرعی از قبیلهٔ بزرگ «نزار» یا (النزاریه) است، ایشان از آل مسیب وریشه آنان به:( شهاب بن نویره بن عمرو بن الحارث بن زهیر بن ابی النویره بن ربیعه بن مره بن زهیر بن جشم بن بکر بن حبیب بن غنم بن تغلب بن وائل بن قاسط بن هنب بن افطن بن دعمی بن جدیله بن اسد بن ربیعه بن نزار بن معن بن عدنان ) می‌رسد. 
شاعر معروف نجدی «ناصر الفراعنه» قصیده‌ای بلند بالا در مدح قبایل (یمانی) و (نزاری) و مناطقی همچون: تهامه، نجد، حجاز، و شبه‌جزیره عربستان سرود که قسمتی از آن چنین بود:
| سحابٍ جَعَلَ رَبی لا وَمَربَه   |  | یعم بها «الیَمانی» و «النَزاری» |
| ویسقی کُلها شُبهَ الجَزیرَة  |  | تهامه، و الحجاز و نجد داری    |
| وبوظبی و وادی العین مِنهُ |  | تغار لِحُسنِهِ جُزُر الکَناری        |
| عَساءُ فَوق قَبر الشیخ زاید |  | مِئَة لَیلٍ وَهُوَ سَکاب جاری         |

## داستان
«حبس» و «مسیب» لقب دومرد بود، که بعداً به «آل حبس» و «آل مسیب» معروف گشتند. این دومرد جنب در جنب و در جوارهم در صحرای پهناوری به نام (الدهنا) که سرسبز و زیبا بود نشستند، سالیان متمادی باهم بودند، منطقه شان پر از غلات وفیر، و چراگاه‌های وافری برای دام‌های دو فریق بود، در صراء و ضراء یار ویاور هم بودند، تا اینکه حادثه أی اتفاق افتاد وبین دو قوم جنگ خونینی رخ داد و بسیاری از دو طرف کشته شدند، بعد از این حادثه، قوم متفرق شدند وهرکس رو بدیاری نمود. 
(الحبوس) از «آل حبس» هستند، و از نزاد شهاب بن النویره التغلبی الشیبانی هستند، که اصل الحبوس است، وحبوس از سلالهٔ (عبس) می‌باشند، که یکی از بزرگترین قبایل شبه جزیره عربستان است، عدد افراد این قبیله از ۲۵ هزار نفر تجاوز می‌کند، که در ۱۰ فرقه تقسیم شده أند. بیشتر آنان بدوهای متنقل بودن ، أما حالا هر قبیلهٔ در مکانی استقرار یافته‌است و به زراعت وفلاحت اشتغال دارند. باضافهٔ شغل اصلی بداوه که دام پروری و دامداری و شتر داری است. در بعضی دراسات آمده‌است که قبیلهٔ «الحبوس» ساکن (دیرة الحبوس) غرب (دیرة الحرث) و الحجرین، و کوه‌های 
رأس‌الخیمه هستند، عشائر این قبیله تحت رایات الشیخ رحمه بن مطر گرده آمده بودند، و از بارزترین شیوخ وزعماء الحبوس می‌توان از القائد ناصر بن عبدالله بن احمد الحبسی نام برد. وی بمعیت الشیخ رحمه بن مطر أولین برخوردی که با اشغالگران هولندی‌ها داشته أند در سال ۱۹۱۷ میلادی در رأس مسندم بوده‌است. 

## تاریخ بطون و عشائر الحبوس
گفتاره‌است که «الحبوس» فخذی از قریش است، چنانکه علامه: حمد الجاسر آن را تأیید کرده‌است و می‌گوید: (الحبوس از قریش از المجایشه از الحسکان از ناصره از بالحارث) هستند، ومسکن ایشان «وادی میسان» در عربستان سعودی بوده‌است. همچنین جمعی از مؤرخین عرب گفته أند که «الحبوس» قبیله‌ای أصیل عدنانی است که از مکه مهاجرت نموده أند، و از دورانی بسیار دور در کوه‌های رأس الخیمه ساکن شده‌اند. ودارای لهجه وعادات وتقالید خاصی می‌باشند.

## عشایر الحبوس در رأس‌الخیمه
- أولاً:  بنو زید:  و چنین تقسیم بندی می‌شوند: «بنی ساعد» ، «بنی العاجل» ، «بنی خمیس» ، «بنی حمدو» ، «بنی ارشود» ، «بنی سیلم» ، «بنی علی» و «بنی حسنوه».
- دوماً :  بنو حسن:  و چنین تقسیم بندی می‌شوند: «بنی محیمد» ، «بنی الرییل» ، «اهل قداعه» ، «بنی علیوی»، و «بنی اسدوه» .
- سوماً:  اهل الغیل:  اینها چنین تقسیم بندی می‌شوند: «بنو علوان» ، «بنو سعید» ، «بنو سالمین» ، «الدبادیب» ، «بنو حسون» ، «بنو سعیدوه» ، «الهباهیب» و «بنو سلیمان» .
- چهارم:  المشاربة:  و چنین تقسیم بندی می‌شوند : «بنی حریمیش»، و «بنی نغموش» .

- پنجم:  الحرامشة:  ایشان چهار فرع هستند : «بنی راشدوه» ، «بنی علیوه» ، «بنو ترکی» و «بنو علی».

- ششم:  بنو حمدوه  .
- هفتم:  بنو سعید  او بنو سحیم.

 الحبوس  در چند مناطق مختلف من جمله: کوه‌ها، دره‌ها (وادی)، روستاها وقله کوه‌ها منتشر هستند.
- روستاهای مانند: «سیح العقوه» ، «سیح القصیدات» ،«السور» ، «المرشودیة» ، «سیح البیر» ، «شهیار» ، «الشاغی» ، «البدعة» و «المصنعة» .

قبیله «الحبوس» تاریخ درازایی دارند، مناطق: البطون، ودره‌های کوهستانی، و رؤوس الجبال که مسکن أصلی این قبیله‌است، شاهد بر این تاریخ است.
- دره‌ها: المخیلفه، اتمار، القریة، ملحة، الغیل، الغافیة، المذنب، وادی نقب، انحیل، وموارد، دویره، القلیعة و، حتا، الفقاره، وادی فییله، السیات، لسدمه و ضنحة.

- قلهٔ کوه‌ها: رؤوس الجبال، جبل حبس، السل، الزیدی، الظهر، الینس، التلع، البقال، اشعیری و الطفیف و کوب، اقداعه، حییاه، معارک، الدیری، صباح، دعتیم و رفیصه.

## منبع
- سالم، آلرحمه، “ (رؤوس الجبال موطن اَلشُحُوح وَ الحُبُوس) “، انتشار. سال ۲۰۰۳ میلادی .

- دکتر:التدمری، جلال، احمد، (تاریخ جلفار) ، دار القلم: کویت، چاپ سوم، انتشار سال ۱۹۸۱ میلادی. (به عربی).

- دکتر:ادوارد، هندرسون، “ (ذکریات عن دولة الإمارات و سلطنة عمان) “، چاپ موتیف ایت للنشر، مطبعة راشد، عجمان ۱۹۸۸

- حنظل فالح (۱۹۸۷ میلادی)، شُحُوح وتاريخ منطقة رؤوس الجبال تاریخ وارد شده در |سال= را بررسی کنید (کمک)
- عمان فی عام ۱۹۸۶ (عام الحصاد والتراث) إصدار وزارة الإعللام، دارالعرب للطباعة والنشر والتوزیع، ۱۹۸۶ میلادی .